# Muzeum Miasta Ostrowa Wielkopolskiego
Muzeum Miasta Ostrowa Wielkopolskiego – muzeum w Ostrowie Wielkopolskim, miejska instytucja kultury, założone w 1988; dokumentuje historię Ostrowa Wielkopolskiego.

## Historia
Obecne muzeum powstało w 1988 jako drugie w historii miasta. Ulokowane zostało w ratuszu. Gromadzi zbiory dotyczące historii miasta i powiatu, etnografii, starych pocztówek związanych z Ostrowem (wyróżniane albumy prezentujące większość zbiorów: Ostrów Wielkopolski w dawnej pocztówce, Powiat ostrowski w dawnej pocztówce) oraz grafik i ekslibrisów.  
Organizuje wystawy czasowe oraz cztery wystawy stałe: 
- Ostrów do roku 1939
- Salonik dawnych mistrzów Ostrowa
- W kuchni babuni
- Muzeum 3D. Ulicami dawnego Ostrowa. Café Muzeum.

Muzeum organizuje spotkania z literatami, historykami i publicystami, Muzealny Konkurs Historyczny Spacerem w przeszłość (od 2004 roku), wydaje publikacje z serii Biblioteka Ostrowska, jest współorganizatorem Międzynarodowej Wystawy Ekslibrisu Muzycznego i Międzynarodowego Biennale Małej Formy Graficznej i Exlibrisu. Przy muzeum działa biblioteka i czytelnia.